# Hermann Heinrich Engelbrecht
Hermann Heinrich Engelbrecht, född 27 juli 1709 i Greifswald, död 4 september 1760 i Wismar, var en juridisk författare.
Hermann Heinrich Engelbrecht var son till hovrådet Hermann Christoph Engelbrecht och Margarethe Sophie Hagemeister. Hans föräldrar dog då han var barn och han uppfostrades hos assessorn vid Wismarska tribunalet Heinrich Hagemeister. Efter en tid där återvände han dock till Greifswald och dess universitet 1725, och fortsatte senare sina studier vid universitetet i Halle 1727–1729 och senare vid andra universitet. Senare blev Engelbrecht biträde åt envoyén Otto Vilhelm Klinckowström. Han var informator åt Nils Adam Bielke under hans studietid vid Lunds universitet. 1735 blev Engelbrecht juris doktor vid Greifswalds universitet och året därpå adjunkt och syndicus. Han blev 1737 professor i juridik och konsistorialassessor där och 1741 universitetets rektor. 1743 blev Engelbrecht vice direktör i Kungliga landskonsistoriet i Greifswald och 1744 rikstysk adelsman. Han blev samma år råd vid Wismarska tribunalet och 1750 dess vicepresident. Engelbrecht blev 1753 riddare av Nordstjärneorden.